# Psilocybin
Psilocybin  (/ˌsaɪləˈsaɪbɪn/ sy-lə- SY -bin) là một hợp chất tự nhiên gây ảo giác được tạo ra do hơn 200 loài nấm, gọi chung là nấm psilocybin. Những loạn nấm tạo ảo giác mạnh nhất là thành viên của chi Psilocybe, chẳng hạn như P. azurescens, P. semilanceata và P. cyanescens, nhưng psilocybin cũng đã được phân lập từ khoảng một chục chi nấm khác. Là một prodrug, psilocybin được cơ thể nhanh chóng chuyển đổi thành psilocin, có tác dụng thay đổi tâm trí tương tự như LSD, mescaline và DMT, xét trên một số khía cạnh. Nói chung, những tác động bao gồm hưng phấn, thị giác và ảo giác tinh thần, những thay đổi trong nhận thức, gây bóp méo cảm giác về thời gian, kinh nghiệm tâm linh, và có thể bao gồm các phản ứng bất lợi có thể như buồn nôn và cơn hoảng loạn.
Hình ảnh được tìm thấy trên các bức tranh tường thời tiền sử và tranh đá của Tây Ban Nha và Algeria thời hiện đại cho thấy rằng việc sử dụng nấm psilocybin của con người đã có từ trước khi có ghi chép lịch sử. Ở Trung bộ châu Mỹ, nấm này đã được tiêu thụ từ lâu trong các nghi lễ tâm linh và bói toán trước khi các nhà biên niên sử Tây Ban Nha lần đầu tiên ghi nhận việc sử dụng chúng vào thế kỷ 16. Năm 1959, nhà hóa học người Thụy Sĩ Albert Hofmann đã phân lập được nguyên lý hoạt động psilocybin từ nấm Psilocybe mexicana. Chủ nhân của Hofmann, Sandoz đã tiếp thị và bán psilocybin tinh khiết cho các bác sĩ và bác sĩ lâm sàng trên toàn thế giới để sử dụng trong liệu pháp tâm lý ảo giác. Mặc dù các luật về ma túy ngày càng hạn chế vào cuối những năm 1960 đã hạn chế nghiên cứu khoa học về tác dụng của psilocybin và các chất gây ảo giác khác, sự phổ biến của nó như là một entheogen (tác nhân tăng cường tâm linh) đã làm tăng đáng kể việc trồng nấm psilocybin, nhờ có thông tin chi tiết về cách trồng nấm này.
Cường độ và thời gian tác dụng của psilocybin rất khác nhau, tùy thuộc vào loài hoặc giống nấm, liều lượng, sinh lý cá nhân, và môi trường nuôi trồng, như đã được thể hiện trong các thí nghiệm do Timothy Leary tại Đại học Harvard đầu những năm 1960. Sau khi ăn, psilocybin được chuyển hóa nhanh chóng thành psilocin, sau đó tác động lên các thụ thể serotonin trong não. Các tác dụng thay đổi tâm trí của psilocybin thường kéo dài từ hai đến sáu giờ, mặc dù đối với các cá nhân dưới ảnh hưởng của psilocybin, các tác dụng dường như có thể kéo dài hơn nhiều, vì thuốc có thể làm sai lệch nhận thức về thời gian. Psilocybin có độc tính thấp và khả năng gây hại thấp. Sở hữu nấm có chứa psilocybin đã bị đặt ra ngoài vòng pháp luật ở hầu hết các quốc gia, và nó đã được phân loại là một loại thuốc cấm theo nhiều luật về thuốc của các quốc gia. Phong trào phi hình sự hoá psilocybin tại Hoa Kỳ bắt đầu vào cuối thập niên 2010, đánh dấu việc Denver, Colorado, trở thành những thành phố đầu tiên phi hình sự hoá psilocybin tháng 5 năm 2019.